# GMA・T.50
T.50（Gordon Murray Automotive T.50）は、ゴードン・マレー・オートモーティブ（GMA）が開発したスーパーカーである。

## 概要
カーデザイナーのゴードン・マレーが2017年に立ち上げた新ブランド『ゴードン・マレー・オートモーティブ』の第1号車で、2020年8月4日に初公開された。
シャシやボディパネルをフルカーボンファイバー製とするなど、各部に徹底した軽量化が施されているのが特徴で、マレーによれば「これまでで最も純粋で軽量、ドライバー中心のスーパーカー」を目指して設計したという。
各部にかつてマレーが手掛けたマクラーレン・F1やブラバム・BT46Bの要素が盛り込まれており、センターシートの3座レイアウトやファン・カー構造などにそれが表れている。
車名の『50』は、マレーの自動車業界におけるキャリアが50周年を迎え、また本車が50番目のデザインとなった事に由来している。

## エクステリア

### ボディ
ボディはロードカーとして最先端の空気力学を取り入れたデザインとし、車両後方に直径400 mm・最大回転数7000 rpmのファンを搭載する。
ファンと2つの可動式リアスポイラーによって走行中に車両のフロア下を通過する空気を加速させ、ダウンフォースや空気抵抗の制御を行う。走行状態に応じて6種類のエアロモードが用意されており、ダウンフォースは最大50％の増加、空気抵抗は最大12.5％の低減を可能としている。
ウィンドウは一般的な窓ガラスよりも28％薄くされ、軽量化に貢献している。サイドドアはバタフライドア方式を採用している。

### インテリア
インテリアは運転席が中央に位置するセンターシートで、そのやや後方に2座席が配置される3シーターレイアウトとなっている。3座あるバケットシートはすべてカーボン製で、軽量化が図られている。
快適装備は10スピーカーのカーオーディオを備え、Android AutoやApple CarPlayに対応する。

## メカニズム

### シャシ
シャシとボディパネルはすべてカーボンファイバー製で、モノコックを含むボディ全体の重量は150 kg未満と軽量に収まっている。

### エンジン
コスワースと共同開発した3.9L V型12気筒自然吸気エンジンを搭載する。スペックはそれぞれ最高出力が663 PS / 11,500 rpm、最大トルクが47.6 kgf·m / 9,000 rpmで、最高回転数は12,100 rpmという高回転型ユニットとなっている。
エンジンブロックは高強度アルミニウム製。コンロッドやバルブ、クラッチハウジングにはチタンを用いることでエンジン自体も軽量化を図り、重量はV型12気筒史上最軽量となる178 kgを実現した。マクラーレン・F1のBMW製エンジンと比較しても約60 kgの軽量化となる。
このほか「ISG（Integrated Starter Generator）」と呼ばれる48 Vのマイルドハイブリッドシステムを搭載しており、最大で3分間の追加ブーストを得ることができる。
トランスミッションは6速MTが組み合わせられる。ミッション本体にも徹底した軽量化が施され、重量は80.5 kgに抑えられている。

### タイヤ
ミシュラン製の「PILOT SPORT CUP 4 S」が組み合わせられる。タイヤサイズはフロント235/35R19、リア295/30R20。
ブレーキはフロント6ピストン、リア4ピストンのブレンボ製ディスクブレーキを採用。ディスクはフロント径370mm、リア径340mmのカーボンセラミック製である。

## 販売
100台が税抜236万ポンド（約3億2735万円）で限定販売されたが、発表から48時間以内に完売した。2022年1月より生産が開始される予定である。
マレーによれば、ステファン・ラテルと緊密に連携し、オーナーズクラブの設立も計画しているという。

## T.50sニキ・ラウダ

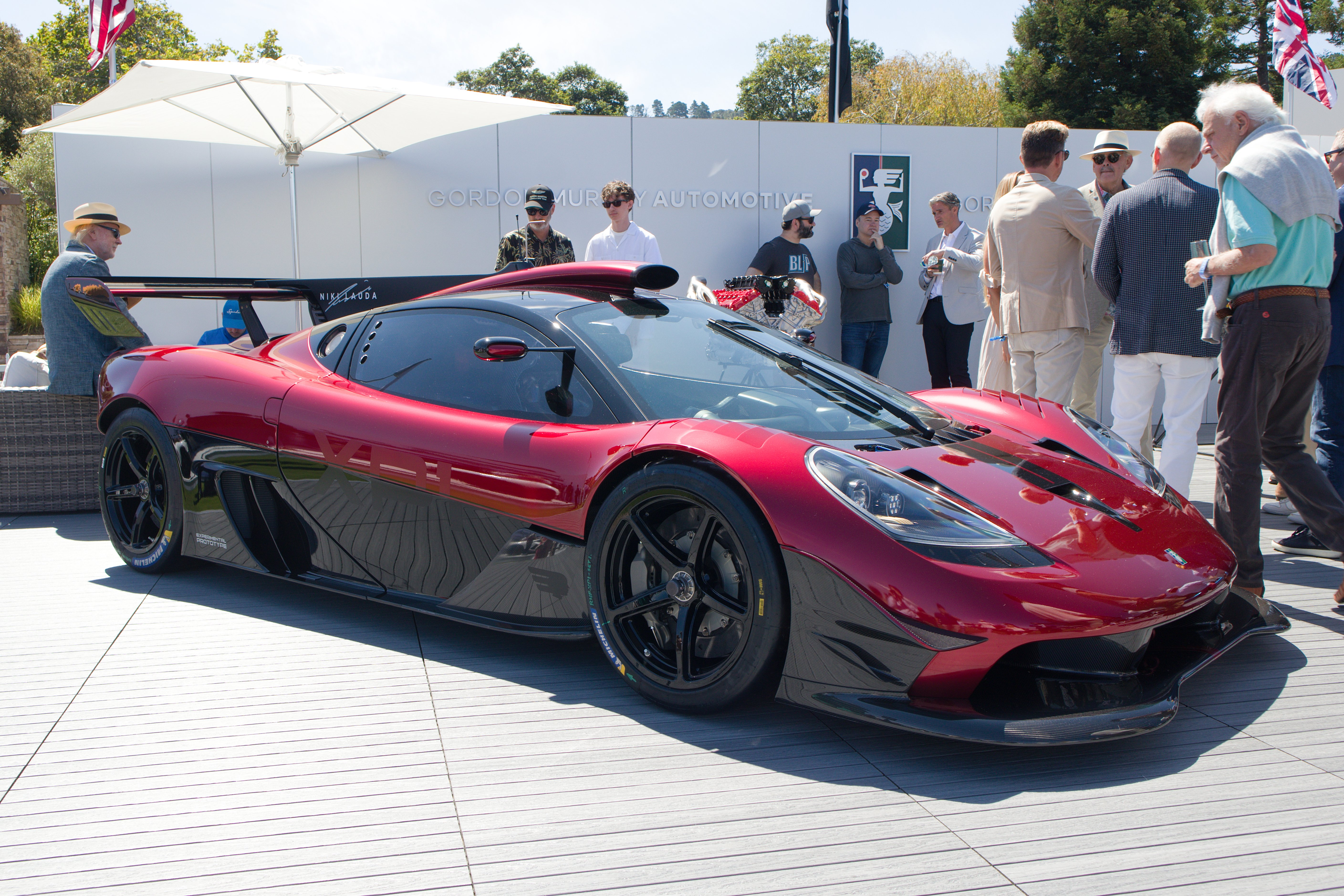
T.50s ニキ・ラウダ

2021年2月22日、F1世界チャンピオンに3度輝き2019年に死去したニキ・ラウダの誕生日を記念し、T.50のサーキット仕様車『T.50sニキ・ラウダ』を発表した。
T.50sはロードバージョンと並行して開発が進められ、サイズやデザインなど共通点もあるものの、モノコックやエンジン、パドルシフト式のトランスミッションに至るまで、ロードカーとは異なる構造となっている。
標準仕様に比べボディ外板を薄くし、カーオーディオやカーエアコンといった快適装備も全て撤去するなど軽量化を徹底した結果、車重は標準仕様から約100 kgの減量となる852 kgとなった。
標準仕様のファンに加え、T.50sでは車体各部にエアロパーツを装着することで、高速走行時に最大1500 kgのダウンフォースを発生させることができる。リアには幅1758 mmの大型ウィングが備わり、翼平面形はかつてマレーが設計したF1カー「ブラバム・BT52」のフロントウィングに着想を得たものとなっている。
エンジンは標準仕様の3.9L V型12気筒を改良した専用ユニットが搭載される。出力は標準仕様から50 PSアップの710 PSを発揮し、エアインテークのラム効果によって高速走行時には735 PSまで向上させる事ができる。また、標準仕様に搭載されている可変バルブ機構を省略することで、20.7 kgの軽量化を実現した。
T.50sは個体ごとに独自の仕様となっており、シャシにはニキ・ラウダのグランプリでの勝利に因んだ固有の名称が付けられる。例えば第1号車は「キャラミ1974」と命名され、レースの意義やストーリーを解説したブックレットと共に購入者の元に届けられるという。
生産台数は25台を予定している。販売価格は日本円で税抜約4億6000万円。標準仕様の100台を生産し終えた2023年1月より生産が開始される予定である。